# Wladiwka
Der ukrainische Ort Wladiwka (ukrainisch Владівка, russisch Владовка) geht auf das russlandmennonitische Dorf Waldheim zurück. Auch das ehemalige Hierschau gehört zum Ort.

## Hierschau
Der Ort wurde 1848 von 30 Familien aus der Molotschna gegründet. Der Ort ging auf einen Entwurf von Johann Cornies zurück und sollte Modellcharakter erhalten, worauf auch der Ortsname „Hier schau“ hinweist. Das Dorf lag am Südufer des Begim-Tschokrak, die Hauptstraße folgte dem Strom. An jeder Straßenseite lagen 15 Höfe. Zwei Querstraßen führten über den Fluss. Eine Schule wurde 1852 in der Dorfmitte erbaut. Im Westen wurde am Flussufer eine Windmühle errichtet, im Süden ein Wald angelegt. Kirchlich gehörten die Bewohner zur Gemeinde Margenau-Schönsee. Es gab einen Getreidehandel, einen Handel mit Haushaltswaren, eine Wind- und eine Motormühle. 1916 wurde der Ort in Promarno umbenannt, in den 1930er wurde der Ort Teil der Kolchose Gorki. Es finden sich nur wenige Spuren der Mennonitischen Siedlung.

## Waldheim
Das Dorf wurde 1836 am Ufer des Begim-Tschokrark von einer Gruppe der Groninger altflämischen Mennoniten aus Wolhynien, ursprünglich aus Preußen, angelegt. Die Familien trafen sukzessive bis 1840 ein. Der Name bezieht sich darauf, dass die Siedler aus einer waldreichen Gegend kamen. Das Dorf wurde mit zwei parallelen Straßen auf gegenüberliegenden Seiten des Flusses angelegt. Die Straße nördlich des Flusses war den Landbesitzern vorbehalten, an der Straße südlich siedelten Fabrikarbeiter und kleinere Landwirte. Waldheim wurde zu einem der größten Orte der Kolonie Molotschna. Das Dorf hatte zwei Kaufläden, ein Postamt, eine Arztpraxis und nach 1908 ein Krankenhaus. Viele der Dorfältesten wurden in den 1920ern ermordet. Die letzten Mennoniten verließen den Ort 1943.

## Krankenhaus Waldheim
Das Krankenhaus war das zweite in der Kolonie, hatte 50 Betten und war für die damalige Zeit modern. Die roten Ziegelwände waren mit weißen Holzeinfassungen versehen, der Haupteingang durch einen weiß gestrichenen Portikus betont. Das Gebäude ist heute in gepflegtem Zustand. Eine Gedenktafel erinnert an den Gründer Kornelius Warkentin und seine Ehefrau Agnes.

## Fabrik Neufeld
1889 gründete Isaak Johann Neufeld und sein ältester Sohn eine Fabrik zur Herstellung landwirtschaftlicher Maschinen, die sich zum wichtigsten Hersteller im zaristischen Russland entwickelte. Die Fabrik wurde nach dem Bürgerkrieg verstaatlicht und wurde zu einer Traktorenfabrik. Nach Schließung 1954 wurden die Backsteine der Fabrikbauten anderweitig weiterverwendet. Verblieben ist ein Doppelhaus für die Familien eines Müllers und des Mühleningenieurs für eine 1909 in Betrieb gestellte Mühle der Fabrik. Auf dem Gelände der Fabrik befindet sich eine Gedenktafel.